# Гагарина, Анна Тимофеевна
Анна Тимофеевна Гагарина (урождённая Матвеева) (20 декабря 1903, деревня Шахматово, Гжатский уезд, Смоленская губерния, Российская империя — 12 июня 1984, Гагарин, СССР) — мать Юрия Алексеевича Гагарина, автор двух книг о сыне, один из организаторов Мемориального Дома-музея Ю. А. Гагарина.

## Биография
Родилась 20 декабря 1903 года в деревне Шахматово, Воробьевской волости, Гжатского уезда (ныне — Гагаринский район, Смоленской области).
В семье было 14 детей, а в живых остались пять.
В 1906 году Матвеевы уехали в Петербург, где прожили до 1917 года.
Отец, Тимофей Матвеевич Матвеев (1871—1918), работал на Путиловском заводе в Санкт-Петербурге, мать — Анна Егоровна Матвеева (1875—1922) прачка, зарабатывала стиркой белья.
Во время Первой мировой войны отец стал инвалидом.
Анна Гагарина училась в Путиловском училище, там обучали правилам хорошего тона, домоводству, шитью и вязанию, чистописанию, преподавали также русский язык, естествознание, закон Божий.
Старшая сестра Мария вступила в Путиловско-Юрьевский партизанский отряд санитаркой, старший брат Сергей (1899—1922) вместе с другими путиловцами записался в Красную гвардию.
После революции вернулись в деревню Шахматово, где отец вскоре скончался, в 1922 году от сыпного тифа умер брат Сергей, через девять дней умерла мать, в 19 лет Анна стала старшей в семье.
В ноябре 1923 года вышла замуж за Алексея Гагарина, сына крестьянина из села Клушина недалеко от Гжатска.
Вскоре появились дети: первенец Валентин родился в 1925 году, дочь Зоя — в 1927, Юрий — в 1934, Борис — в 1936 году.
Сначала работала в поле и теплице, а затем дояркой и заведующей свинофермой. В годы Великой Отечественной войны вместе с детьми оказалась на временно оккупированной фашистами территории.
В 1946 году переехала с семьёй в Гжатск. После смерти сына Юрия написала такие книги как «Память о сыне» и «Память сердца».
Умерла на 81-м году жизни 12 июня 1984 года в городе Гагарин Смоленской области.
Похоронена на Предтеченском кладбище в Гагарине рядом с мужем и сыновьями, Борисом и Валентином, и дочкой Зоей.

### Память
В 2001 году в Гагарине возле дома, где жила Анна Тимофеевна со своей семьёй, ей был установлен памятник.
В мае 2008 года был утверждён почётный знак «Материнская слава» имени Анны Тимофеевны Гагариной, которым награждаются матери, родившие или усыновившие четвёртого или последующего детей.

## Личная жизнь
В 1923 году вышла замуж за Алексея Ивановича Гагарина (14 (27) марта 1902; Клушино — 30 августа 1973; Гагарин) — он работал пастухом, плотником, был участником и инвалидом Великой Отечественной войны; работал комендантом школы ФЗУ, столяром на заводе «Динамик»; похоронен на Предтеченском кладбище в Гагарине, прожили в браке почти 50 лет.
Дети:
- Гагарин Валентин Алексеевич (30.07.1925 — 09.04.2006) — работал плотником, затем — мастером, слесарем-сборщиком Рязанского радиолампового завода, автор книги «Мой брат — Юрий»;
- Зоя Алексеевна Бруевич (дев. — Гагарина) (06.06.1927 — 26.10.2004) — работала медсестрой в Гжатской больнице;
- Юрий Алексеевич Гагарин (1934—1968) — первый космонавт;
- Борис Алексеевич Гагарин (02.06.1936 — 14.08.1977), работал на Гжатском радиоламповом заводе.

Внучки:
- Елена Юрьевна Гагарина (род. 17 апреля 1959) — генеральный директор музея-заповедника «Московский Кремль», кандидат искусствоведения;
- Галина Юрьевна Гагарина (род. 7 марта 1961) — профессор, заведующая кафедрой национальной и региональной экономики Российского экономического университета им. Г. В. Плеханова, доктор экономических наук;
- Тамара Дмитриевна Филатова — заведующая методическим отделом Музея Ю. А. Гагарина (г. Гагарин) (дочь Зои, крёстная дочь Юрия Гагарина)[4][5];
- Наталья Борисовна Гагарина (род. 20 апреля 1962) — куратор международных выставочных проектов ФГБУК «Объединённый мемориальный музей-заповедник Ю. А. Гагарина» (г. Гагарин).

## Награды
- Орден Трудового Красного Знамени (24.12.1973 г.)[3][6]
- Орден Дружбы народов (19.12.1983 г.)[3]
- Орден Знак Почёта[7]
- Золотая медаль имени Ю. А. Гагарина[7]
- медаль «Ветеран труда»[6][7]
- Медаль «В ознаменование 100-летия со дня рождения Владимира Ильича Ленина»[6][7]
- Почетный гражданин города Гагарина (1969)[3][7]

## Книги
- 1983, 1986 — Слово о сыне[3]
- 1986 — Память сердца[3]